# Selma James
Selma James (Nova York, 15 d'agost de 1930), és coautora del llibre The Power of Women and the Subversion of the Community (amb Mariarosa Dalla Costa) que ha esdevingut un text de referència del moviment feminista, cofundadora de la Campanya Internacional per a un Salari per al Treball a la Llar (International Wages for Housework Campaign) i coordinadora de la Vaga Mundial de les Dones (Global Women's Strike).

## Activista socialista
Selma James (nascuda com a Deitch) va néixer a Brooklyn (Nova York), el 1930. Quan era jove treballà en fàbriques i aleshores fou esposa i mare a temps total. A l'edat de 15 anys es va unir a la tendència Johnson-Forest, de la que n'era un dels tres líders C. L. R. James.
El 1952 va escriure el clàssic A Woman's Place, primer publicat com a columna en Correspondence, un periòdic bisetmanal escrit i editat pels seus lectors amb una audiència majoritària de gent de classe treballadora. Inusualment en aquell temps, el periòdic tenia pàgines dedicades per donar una veu autònoma a dones, joves i afroamericans. El 1955 viatjà a Anglaterra per casar-se amb CLR James, qui havia estat deportat dels Estats Units durant el Maccarthisme. Van viure junts durant 25 anys i foren íntims col·legues polítics.
De 1958 a 1962 James va viure a Trinidad on, amb C. L. R. James, fou activa en el moviment d'independència i federació de les Índies Orientals. Retornà a Anglaterra després de la independència i esdevingué la primera secretària d'organització de la Campanya Contra la Discriminació Racial el 1965, membre fundador del Black Regional Action Movement i editora del seu periòdic el 1969.

## Els salaris pel treball domèstic
El 1972, la publicació Power of Women and the Subversion of the Community (escrit amb Mariarosa Dalla Costa) va posar en marxa el "debat sobre el treball domèstic" per definició de com les tasques domèstiques i altres treballs de cura fetes per les dones fora del mercat produeix la totalitat de la classe obrera i, per tant, l'economia de mercat, basada en els treballadors, es basa en el treball no remunerat de les dones. La publicació el 1983 de Marx amb Feminism per James va trencar amb la teoria marxista establerta d'oferir una lectura d'El capital de Marx des del punt de vista de les dones i del treball no remunerat.
El 1972 James fundà la Campanya Internacional Wages for housework (Salari pel treball domèstic) en que reclamava diners de l'Estat per al treball no remunerat a la llar i a la comunitat. Va seguir un acalorat debat sobre si la cura a temps complet era "treball" o un "paper" - i si ha de ser compensada amb un salari.
James és la primera portaveu de l'ECP, que fa campanya per la despenalització, així com alternatives econòmiques viables a la prostitució.
Des de 1985 James va coordinar l'International Women Count Network, que va guanyar la decisió de l'ONU on els governs van acordar mesurar i valorar el treball no remunerat en les estadístiques nacionals. Ja s'ha introduït legislació sobre això a Trinitat i Tobago i Espanya, i les enquestes d'ús del temps i altres investigacions estan en marxa a molts països. A Veneçuela, l'article 88 de la Constitució reconeix el treball de la llar com a activitat econòmica que crea valor afegit i produeix riquesa i benestar social, i dona dret a les mestresses de casa a la seguretat social.

## Activitat recent
Des de 2000 James ha estat coordinadora internacional del Global Women's Strike, una xarxa de base de dones, que reuneix les accions i iniciatives a molts països. Strike demanda que la societat "Inverteixi a Cuidar i No Matar", i que els pressupostos militars es tornin a la comunitat a través de les dones, les principals cuidadores arreu del món. Ha estat treballant amb la Revolució Bolivariana des de 2002.
És fundadora del Crossroads Women's Centre a Kentish Town, Londres, i és editora general de Crossroads Books.
Dona classes al Regne Unit, Estats Units i altres països en una àmplia gamma de temes, incloent "Sexe, Raça i Classe"," El que el marxistes mai ens han explicat sobre Marx", "La Tradició Jueva Internacionalista", "Tanzània Redescobrint Nyerere", "CLR James com a organitzador polític", i "Jean Rhys: Pujant a Tia".
L'abril de 2008, James (amb la parella d'Edinburg Ralph Ibbott i Noreen Ibbott, ambdósh membres de la Britain Tanzania Society en la dècada de 1960), visitaren Edinburgh en l'aniversari del Tanzania Muungano Day, celebrat el 26 d'abril. Va donar una conferència en una sessió organitzada per la Tanzania Edinburgh Community Association (TzECA) sobre l'Ujamaa de Julius Nyerere (socialisme africà) en els anys 1960 a Tanzània amb referència al subjecte de la Ruvuma Development Association (RDA), i la declaració d'Arusha de Tanzania. La RDA traça les seves arrels en l'original Ruvuma Development Association (RDA) que es va registrar en la dècada de 1960 quan, animada per Julius Nyerere, primer President de Tanzània, arran de la independència un nombre de llogarets comunals s'uniren i organitzaren el que es va conèixer com a llogarets Ujamaa. La força impulsora darrere de l'Associació era Ntimbanjayo Millinga qui era el secretari de la secció local de la Lliga Jove de la Unió Nacional Africana de Tanzània i va tenir el suport de Ralph Ibbott, un aparellador anglès que va actuar com a assessor i va accedir a viure i treballar amb la seva família al poble de Litowa. La sessió va tenir lloc al "Waverley Care Solas" Abbey Mount.
James és membre fundador de la Xarxa Jueva Antisionista Internacional, i el maig de 2008, signà la Carta dels Jueus Britànics en el 60è aniversari d'Israel publicada a Guardian explicant perquè no celebrarien el 60è aniversari d'Israel.

## Obres
- A Woman's Place (1952
- The Power of Women & the Subversion of the Community (amb Mariarosa Dalla Costa; Bristol: Falling Wall Press, 1972)
- Women, the Unions and Work, or What Is Not To Be Done (1972)
- Sex, Race & Class (1974)
- The Rapist Who Pays the Rent (co-author, 1982)
- Marx and Feminism (1983)
- Hookers in the House of the Lord (1983)
- The Ladies and the Mammies: Jane Austen and Jean Rhys (1983)
- Strangers & Sisters: Women, Race and Immigration (ed. & introduction, 1985)
- The Global Kitchen: The Case for Counting Unwaged Work (1985, 1995)
- The Milk of Human Kindness: Defending Breastfeeding from the Global Market and the AIDS Industry (co-author, 2003)
- Introduction to Creating a Caring Economy: Nora Castañeda & the Women's Development Bank of Venezuela (published in 2006)
- Introduction to The Arusha Declaration, Rediscovering Nyerere's Tanzania (2007)
- Editor of Jailhouse Lawyers: Prisoners Defending Prisoners Vs the USA by Mumia Abu-Jamal (UK edition Crossroads Books, 2011)
- Sex, Race and Class--the Perspective of Winning: A Selection of Writings 1952–2011 (PM Press, 2012)